# 阿尔日耶桑
阿尔日耶桑（法語：Argiésans，法語發音：[aʁʒjezɑ̃]）是法国勃艮第-弗朗什-孔泰大区贝尔福地区省的一个市镇，位于该省西部，属于贝尔福区。

## 地理
阿尔日耶桑（47°36'14"N, 6°49'22"E）面积2.73 平方千米，位于法国勃艮第-弗朗什-孔泰大區贝尔福地区省，该省份为法国东北部内陆省份，东临上莱茵省，北起孚日省，西接上索恩省，南与杜省和瑞士接壤。
与阿尔日耶桑接壤的市镇（或旧市镇、城区）包括：巴维耶、多朗、昂代尔南、邦维拉尔、博唐、于尔瑟雷。

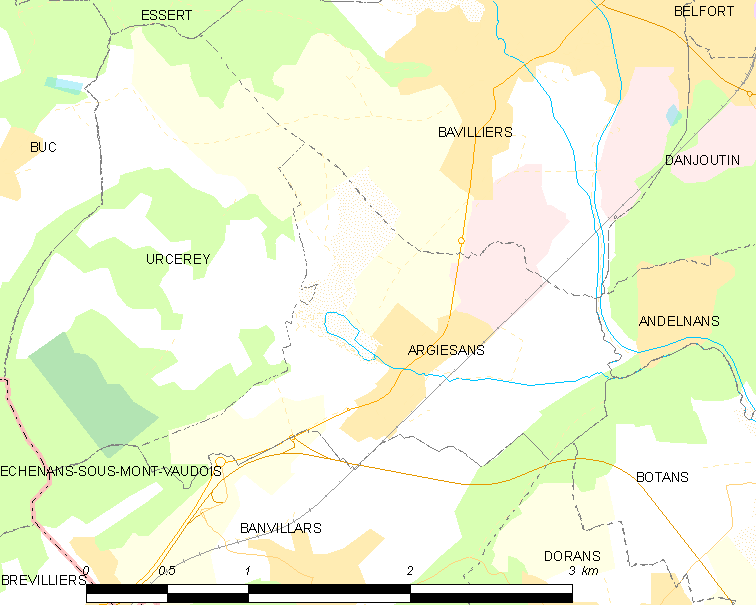
阿尔日耶桑的OSM定位图

阿尔日耶桑的时区为UTC+01:00、UTC+02:00（夏令时）。

## 行政
阿尔日耶桑的邮政编码为90800，INSEE市镇编码为90004。

## 政治
阿尔日耶桑所属的省级选区为沙特努瓦莱福日县。

## 人口

1962-2008年间阿尔日耶桑人口变化图示

阿尔日耶桑于2022年1月1日时的人口数量为595人。